# Alejandro Castro Flores
Alejandro Castro Flores (Ciudad de México, México, 27 de marzo de 1987) es un exfutbolista Mexicano. Jugaba como defensa y mediocampista.

## Trayectoria

### Cruz Azul
Llegó a las fuerzas básicas de Cruz Azul en el año 2001, donde su primer equipo fue el Cruz Azul Hidalgo de la división de ascenso.
De la mano de Rubén Omar Romano debutó en Cruz Azul durante el Apertura 2005, el sábado 26 de noviembre de 2005 en un partido donde el cuadro celeste visitó al Pachuca, partido en el cual los equipos dividieron puntos al empatar 0 a 0. Sustituyendo a Joel Huiqui a los 83'.
Después tuvo periodos irregulares y desapareció un buen tiempo del primer equipo hasta el Clausura 2008 donde que solo jugó 1 partido con Sergio Markarián al mando de la máquina.
Para el Apertura 2009 con la llegada al banquillo de Enrique Meza sus actuaciones poco a poco fueron más regulares jugando como lateral, incluso anotó un gol en la final contra Monterrey.

### Estudiantes Tecos
Tras estar 6 años en Cruz Azul el equipo no requirió más de sus servicios y fue cedido a préstamo para el Torneo Clausura 2012, con Estudiantes Tecos, jugó todos los partidos como titular bajó la dirección técnica de Héctor Hugo Eugui desempeñándose como defensa central o lateral junto a los veterano Duilio Davino y Juan Carlos Leaño.
Pese a que tuvo un buen rendimiento el equipo descendió finalmente, y Estudiantes Tecos no tenía la cantidad que pedía el Cruz Azul.

### Cruz Azul Segunda Etapa
Después del descenso de Estudiantes Tecos, y al no pagar la cantidad que pedía el Cruz Azul, el jugador se reintegró al equipo cementero para el Apertura 2012 ya con el nuevo DT Guillermo Vázquez quien lo utilizó como defensa central, siendo el artífice de la debacle de Cruz Azul en la final del Clausura 2013, en contra del América, ya que en dicho partido metió un autogol en el minuto 93 que mandó el partido a tiempo extras y posteriores penales, ya en la tanda de penales se resbaló y mandó su ejecución por arriba del travesaño, después de dicho encuentro su química con la afición cementera cayó, al grado de ya no ser utilizado por el entrenador Luís Fernando Tena.

### Pumas de la UNAM
Tras finalizar el Clausura 2015, Cruz Azul no requirió más de sus servicios y se va a préstamo con los Pumas de la UNAM para el Apertura 2015, por 1 año con opción a compra. Su primer torneo con los universitarios fue bueno al formar parte del equipo superlíder y subcampeón del torneo Apertura. Pero los siguientes certámenes ya no recibió oportunidades y al término del torneo Clausura 2017 salió del equipo.

### Liga de Ascenso y Santos
Después de salir de Pumas llegó a Liga de Ascenso para militar con el Atlético San Luis en el apertura 2017 y clausura 2018. Recuperó su nivel y jugó un torneo con Celaya y regresó a Primera División para jugar a préstamo con el Club Santos Laguna. Nuevamente no recibió oportunidades y al iniciar el 2019 quedó sin club.

## Clubes
| Club              | País          | Año           | Partidos |
| ----------------- | ------------- | ------------- | -------- |
| Cruz Azul         | México        | 2005 - 2011   | 89       |
| Estudiantes UAG   | México        | 2012          | 17       |
| Cruz Azul         | México        | 2012 - 2015   | 90       |
| Pumas de la UNAM  | México        | 2015 - 2017   | 58       |
| Atlético San Luis | México        | 2017 - 2018   | 29       |
| Celaya FC         | México        | 2018          | ?        |
| Santos Laguna     | México        | 2018          | 4        |
| Total Carrera     | Total Carrera | Total Carrera | 287      |

## Selección nacional
| Club               | Paísdebi | PJ | Goles | Periodo         |
| ------------------ | -------- | -- | ----- | --------------- |
| Selección Mexicana | México   | 4  | 0     | 2013 - Presente |

### Sub-20
En el 2007 Jesús Ramírez lo convoca para la Copa Mundial de Fútbol Sub-20, Alejandro jugó un solo partido, enfrentando a la Selección neozelandesa en este encuentro México ganó 2 por 1.

### Participaciones en Copas del Mundo
| Mundial                               | Sede   | Resultado        | Partidos |
| ------------------------------------- | ------ | ---------------- | -------- |
| Copa Mundial de Fútbol Sub-20 de 2007 | Canadá | Cuartos de final | 1        |

### Selección mayor
Fue convocado por primera ocasión por el entonces D.T. interino de la Selección mayor Jesús Ramírez, en el 2008, la inclusión de Alejandro Castro Flores a la selección mayor generó mucha polémica, toda vez que no había jugado un minuto en la primera división nacional mexicana.
Tras más de 5 años sin tener una convocatoria a la Selección mayor el técnico José Manuel de la Torre, lo llama en la lista final de 23 jugadores, para la Copa Oro 2013, debuta el 7 de julio de 2013 ante la Selección de Panamá en la derrota 1-2 jugando los 90 minutos.
Tras 2 años sin tener otra convocatoria, el técnico Juan Carlos Osorio, lo llama para los partidos de Elinatoria de la CONCACAF rumbo a Rusia 2018, para los partidos en contra del El Salvador y Honduras.

### Participaciones en Copas de Oro de la CONCACAF
| Copa                            | Sede           | Resultado   |
| ------------------------------- | -------------- | ----------- |
| Copa de Oro de la Concacaf 2013 | Estados Unidos | Semifinales |

## Palmarés

### Campeonatos nacionales
| Título      | Club      | País   | Año  |
| ----------- | --------- | ------ | ---- |
| Copa México | Cruz Azul | México | 2013 |

### Campeonatos internacionales
| Título            | Equipo    | Sede   | Año     |
| ----------------- | --------- | ------ | ------- |
| Liga de Campeones | Cruz Azul | México | 2013-14 |